# Спикин, Пётр Кузьмич
Пётр Кузьмич Спикин (12 апреля 1918, Краишево, Саратовская губерния — 2 сентября 1976, Горький) — капитан Рабоче-крестьянской Красной Армии, участник Великой Отечественной войны, Герой Советского Союза (1943).

## Биография
Пётр Спикин родился 12 апреля 1918 года в селе Краишево (ныне — Еланский район Волгоградской области). Окончил школу-семилетку, учился в педагогическом училище. В 1938 году Спикин был призван на службу в Рабоче-крестьянскую Красную Армию. В 1940 году он окончил Тбилисское артиллерийское училище. С начала Великой Отечественной войны — на её фронтах.
К сентябрю 1943 года гвардии старший лейтенант Пётр Спикин командовал дивизионом 5-го гвардейского воздушно-десантного артиллерийского полка 10-й гвардейской воздушно-десантной дивизии 37-й армии Степного фронта. Отличился во время битвы за Днепр. В конце сентября 1943 года дивизион Спикина одним из первых в полку переправился через Днепр в районе села Переволочна (ныне — Светлогорское Кобелякского района Полтавской области Украины). 1-5 октября он успешно отражал вражеские контратаки. Когда 5 октября погиб расчёт одного из орудий дивизиона, Спикин сам встал к нему и лично подбил 2 вражеских танка. Несмотря на полученное тяжёлое ранение в правую руку, он продолжал сражаться, уничтожив ещё один немецкий танк.
Указом Президиума Верховного Совета СССР от 20 декабря 1943 года за «образцовое выполнение боевых заданий командования на фронте борьбы с немецкими захватчиками и проявленные при этом мужество и героизм» гвардии старший лейтенант Пётр Спикин был удостоен высокого звания Героя Советского Союза с вручением ордена Ленина и медали «Золотая Звезда» за номером 3980.
В 1944 году в звании капитана Спикин был уволен в запас. Проживал в Горьком, после окончания Академии общественных наук при ЦК КПСС работал в Горьковском обкоме КПСС, руководил совпартшколой, был доцентом кафедры истории в университете. Умер 2 сентября 1976 года, похоронен на Бугровском кладбище Нижнего Новгорода.
Кандидат исторических наук. Был также награждён медалями.